# Абернати (Тексас)
Абернати (енгл. Abernathy) град је у америчкој савезној држави Тексас. По попису становништва из 2010. у њему је живело 2.805 становника.

## Демографија
Према попису становништва из 2010. у граду је живело 2.805 становника, што је 34 (1,2%) становника мање него 2000. године.
| Група             | 2000.         | 2010.         |
| Белци             | 1.514 (53,3%) | 1.384 (49,3%) |
| Афроамериканци    | 70 (2,5%)     | 71 (2,5%)     |
| Азијати           | 4 (0,1%)      | 2 (0,1%)      |
| Хиспаноамериканци | 1.225 (43,1%) | 1.338 (47,7%) |
| Укупно            | 2.839         | 2.805         |